# Штраух Енгельберт Мадісович
Енгельберт Мадісович Штраух (22 січня 1896, місто Гельсінгфорс, тепер Гельсінкі, Фінляндія — розстріляний 21 квітня 1938, місто Москва, Російська Федерація) — радянський діяч, секретар Російського бюро КП Естонії, голова Орловської губернської контрольної комісії ВКП(б). Член Центральної контрольної комісії ВКП(б) у 1927—1934 роках.

## Біографія
Народився в родині робітника. З 1911 року — робітник-металіст військового порту Ревеля (Таллінна).
Член РСДРП(б) з 1912 року.
Після Лютневої революції 1917 року — голова комітету РСДРП Ревельського військового порту, голова Ревельского комітету РСДРП(б), член Ревельскої ради.
У жовтневі дні 1917 року — член президії Ревельського революційного комітету, голова Революційного трибуналу, комісар продовольства. Один із організаторів переходу кораблів з Ревеля в Гельсінгфорс під час льодового походу Балтійського флоту 1918 року.
У 1918 році — голова Омської губернської продовольчої колегії. Учасник боротьби з білочехами і Колчаком в Сибіру. Після захоплення Сибіру військами Червоної армії — комісар з продовольства Омська; заступник комісара з продовольства Томської губернії.
У 1921—1922 роках — секретар Російського бюро КП Естонії в Петрограді, працював в апараті виконавчого комітету Комуністичного Інтернаціоналу.
З 1922 року — в Народному комісаріаті продовольства РРФСР.
У 1926—1928 роках — голова Орловської губернської контрольної комісії ВКП(б).
У 1928—1929 роках — заступник голови Центрально-Чорноземної контрольної комісії ВКП(б).
З 1930 року — член колегії Народного комісаріату робітничо-селянської інспекції РРФСР, в апараті Ради народних комісарів РРФСР.
До листопада 1937 року — в.о. завідувача книготоргового «Об'єднання державних видавництв».
22 листопада 1937 року заарештований органами НКВС. Засуджений Воєнною колегією Верховного суду СРСР 21 квітня 1938 року до страти, розстріляний того ж дня. Похований на полігоні «Комунарка» біля Москви.
1 вересня 1956 року посмертно реабілітований.